# The Popcorn
"The Popcorn" é uma canção  funk instrumental de 1969 escrita e gravada por James Brown. Foi a primeira de diversas gravações que Brown fez inspirado pela dança popular "The Popcorn". Lançado como single pela King Records, foi número 11 da parada R&B e número 30 da parada Pop. Também aparece no álbum de mesmo nome lançado neste mesmo ano.
A linha de baixo tem grande semelhança com Cold Sweat.
O Lado-B do single, "The Chicken", escrita pelo saxofonista de Brown e líder da banda Alfred Ellis, ganhou uma versão cover do baixista de  jazz Jaco Pastorius em seu álbum The Birthday Concert.